# 珊瑚豆
珊瑚豆（学名：Solanum pseudocapsicum var. diflorum）为茄科茄属下的一个变种。

## 扩展阅读
- 維基物種上的相關：珊瑚豆